# Mellicta transitoria
Mellicta transitoria är en fjärilsart som beskrevs av Curt Eisner 1942. Mellicta transitoria ingår i släktet Mellicta och familjen praktfjärilar. Inga underarter finns listade i Catalogue of Life.